# GJ 3512
Désignations
GJ 3512 est une naine rouge située à ∼ 31 a.l. (∼ 9,5 pc) de la Terre dans la constellation de la Grande Ourse. Sa magnitude apparente visuelle est de 15,05. Elle possède une planète confirmée, GJ 3512 b, d'une masse minimale qui est environ la moitié de celle de Jupiter.

## GJ 3512, l'étoile
GJ 3512 est une naine rouge de type spectral M5.70. C'est une petite étoile qui fait seulement 12% la masse du Soleil et dont le rayon est équivalent à 17% de celui du Soleil. Sa luminosité vaut 0,083% celle du Soleil et sa température de surface est de 2 844 K.

## GJ 3512 b, la planète
Une planète qui orbite autour de l'étoile, GJ 3512 b, a été découverte en septembre 2019. Elle possède une masse minimale de 0,46 MJ, ce qui est seulement 250 fois inférieur à la masse de son étoile, remettant en cause les modèles traditionnels de formation des planètes. Une planète aussi massive ne devrait en effet pas pouvoir se former autour d'une étoile qui possède à peine 12% la masse du Soleil,.